# Nabil Fekir
Nabil Fekir, född 18 juli 1993 i Lyon, är en fransk fotbollsspelare som spelar för Al Jazira. Han har även representerat det franska landslaget.

## Klubbkarriär
Den 12 januari 2022 förlängde Fekir sitt kontrakt i Real Betis fram till sommaren 2026.

## Landslagskarriär
Han debuterade för Frankrikes landslag den 26 mars 2015 i en 3–1-förlust mot Brasilien. Han vann VM-guld med Frankrike i VM 2018.